# Echinocereus pentalophus
Az Echinocereus pentalophus a szegfűvirágúak (Caryophyllales) rendjébe, ezen belül a kaktuszfélék (Cactaceae) családjába tartozó faj.

## Előfordulása
Az Echinocereus pentalophus előfordulási területe Texasban és Mexikóban van. Az utóbbi országnak, csak a nyugati részéről, valamint a déli részének a középső térségéről hiányzik.

## Alfajai
- Echinocereus pentalophus subsp. leonensis (Mathsson) N.P.Taylor
- Echinocereus pentalophus subsp. procumbens (Engelm.) W.Blum & Mich.Lange